# Thomas Fienus
Thomas Fienus, né Fyens ou Feyens, en 1567 à Louvain, mort en mars 1631 dans cette même ville, est un professeur de médecine de l'université de Louvain.

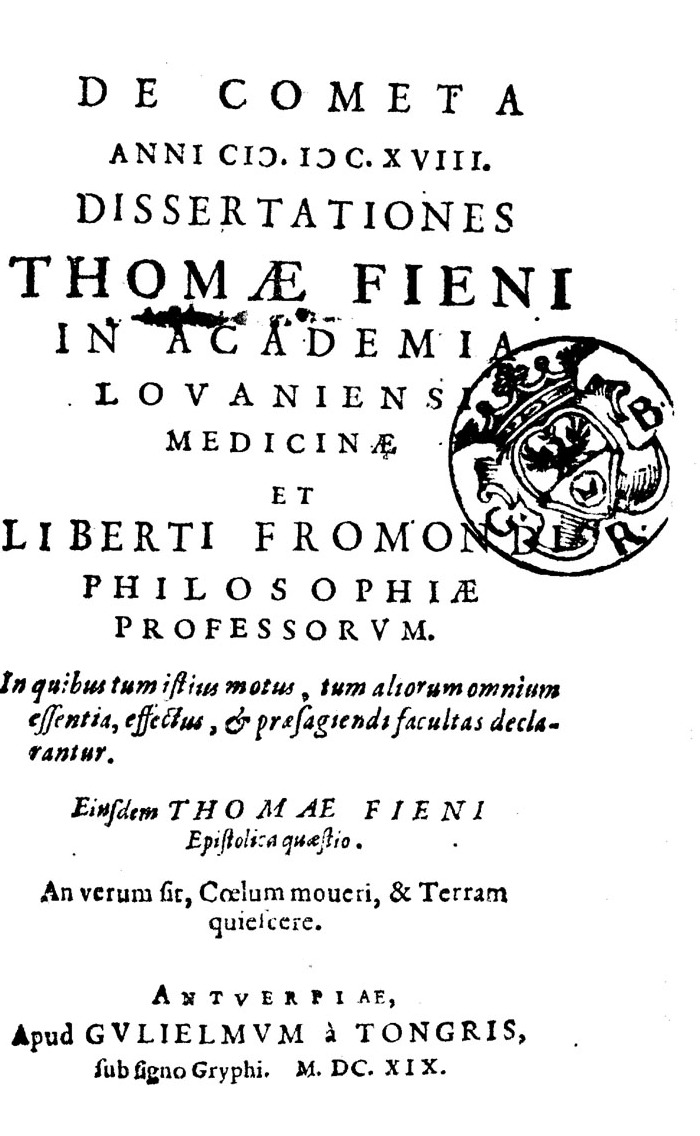
De cometa anni 1618 dissertationes, 1619

## Biographie
fils du musicien et médecin Johannes Fienus, élève d'Adrien Romain, il commença ses études vers 1593. Après avoir recueilli pendant trois ans, à l'université de Leyde  les leçons de Rembert Dodoens et celles de Forestus, il partit à Bologne auprès de Jérôme Mercurialis. Peu après, il revint s'installer à Louvain, où il enseigna la médecine et les mathématiques à la suite de Jean Storms. 
En 1602, il offrit quelques vers à son maître Roomen pour la publication de ses idées mathématiques. Bien en cours, il dédicace en 1609 son ouvrage De viribus imaginationis tractus (Louvain, Gérard Rivius), au prince Ernest de Bavière qui le nomme son médecin personnel.
Fienus reconnaît dans ce traité les vertus curatives d'une imagination simulée par un opérateur extérieur. Selon lui « l'imagination est en mesure de transformer le corps. » L'Université de Bologne lui offrit une chaire  avec mille écus d'appointements  et le prince Albert le maintint à l'université de Louvain avec les mêmes émoluments.
Le révérend père Jean-Pierre Niceron laissa de lui cette note biographique :

« Après avoir commencé ses études dans sa patrie, il alla en Italie pour se perfectionner, principalement dans la médecine, qu'il étudia fous Jérôme Mercurialis et Aldrovandus. De retour en son pays, il fut appelé à Louvain, pour remplir la première chaire de médecine. Quelque tems après l'Electeur de Bavière le choisit pour son médecin ; mais (…) il le quitta au bout d'un an, et revint prendre son premier poste. L'archiduc Albert voulut l'avoir auprès de lui. »

En règle générale, Fienus pense que les affections des sentiments maternels pendant la grossesse passent à l'enfant et peuvent lui porter préjudice. Il conjugue ceci avec la certitude que l'âme divine s'est incarné dans le fœtus au troisième jour après la conception. Sa théorie est combattue dès cette époque par Louis Gardin.
Adrien Romain pense à lui pour relever le défi qu'il lance aux mathématiciens du monde entier, et dont triompha François Viète, il affirme qu'en 1595, Fienus, après avoir quitté Louvain, exerce la médecine dans sa ville natale et s'occupe de gnomonique, spécialement de l'horologiographie.
Fienus, qui était connu de Christian Huygens, eut pour élève le médecin hollandais Lazare Marcquis (en), qu'il honora de son amitié jusqu'à la fin de sa vie.

## Ouvrages
- (la) De Formatione Fœtus liber : in quo ostenditur animam rationalem infundi tertia die, édité à Anvers, Gulielmum à Tongris, 1620.
- De formatrice fœtus liber secundus: in quo in quo prioris doctrina plenius, chez Henricum Hastenium, à Louvain, en 1624.
- (la) Pro sua de Animatione Fœtii tertio die opinione Apologia adversité Ant. Ponce Santacruz, publié à Louvain. Ce livre discute du tems auquel le fœtus est animé contre les reproches d'Antoine Ponce Santacruz, médecin du roi.
- (la) De Viribus imaginationis Tractatus. Lovanii,  publié à Louvain en 1608 ; l'ouvrage fut republié en 1657 et le père Niceron le trouve bon et curieux.
- (la) De Cauteriis Libri V, 1598, Ioan. Baptistam Zangrium, Louvain ; sur la pratique de la cautérisation des plaies.
- (la) Avec Libert Froidmond (1587-1653) : Thomas Fieni in Academià Lovaniensi medicinae & Liberti Fromondi philosophiae professorum, de cometâ Anni MCXIII Dissertationes, in quibus tum illius motus, tum aliorum omnium, essentia, effectus, et praesagiendi facultas declarantur. Ejusdem Thomae Fieni epistolica Quaestio an verum sit coelum moveri et terram quiescere. Antverpiae.
- (la) Avec Libert Froidmond : De Cometa anni 1618 dissertationes, publié à Londres, en 1655, posthume.
- (la) Avec Libert Froidmond : Meteorologica: libri sex (réimpression 1656 à Londres)
- (la) Simiotice, posthume, dédicacé à Plempius (imprimé en 1663)

## Sources
- Annales de la Société de médecine d'Anvers
- Corneille Broeckx : Essai sur l'histoire de la médecine belge avant le XIXe siècle  Société Encyclographique des Sciences Médicales, 1838